# Antonio Casellati
Antonio Casellati (* 22. Mai 1928 in Venedig; † 13. September 2020 ebenda) war von 1987 bis 1988 und erneut von 1988 bis 1990 Bürgermeister Venedigs und löste damit Nereo Laroni 1987 und Costante Degan 1988 ab. Das Mitglied des Partito Repubblicano Italiano löste damit die sozialistische Regierung in Venedig mit den Stimmen von PSI, PCI (Sozialisten und Kommunisten) und Verdi (Grüne) ab. Insgesamt war Casellati mehr als drei Jahre Bürgermeister. Sein Nachfolger war Ugo Bergamo. Casellati setzte sich für den Erhalt der Lagune und die weitere Bewohnbarkeit der Stadt Venedig ein, und versuchte, den Massentourismus einzudämmen.

## Leben
Antonio Casellati schloss sein Jurastudium 1950 an der Universität Padua ab. Danach praktizierte er als Rechtsanwalt. Bei den Kommunalwahlen kandidierte er auf der Liste der Liberalen Partei und wurde 1965 in den Stadtrat gewählt. Im April 1967 trat er jedoch aus der Liberalen Partei aus und schloss sich der Gruppe Democrazia ‘67 an, deren Mitgründer er war.
1970 trat er für die Republikanische Partei (PRI) zur Wahl an und wurde in den Stadtrat gewählt. Im August 1971 wurde er der erste Stadtrat für Ökologie und öffentliches Grün in Italien. Dabei gehörte er der Gruppe um Giorgio Longo an. Aus diesem Amt trat er allerdings bereits im Oktober 1973 zurück. Immerhin ist seither die Entsorgung von Industriemüll und Plastik in der Lagune zum ersten Mal unter Strafe gestellt worden. Mit Erfolg setzte er 1973 ein Sondergesetz zum Schutz Venedigs durch, über das seit dem Hochwasser von 1966 diskutiert worden war (Legge Speciale per Venezia).
Er widmete sich nun wieder seiner juristischen Tätigkeit, bis er im Juni 1977 zum Präsidenten des Comprensorio ernannt wurde (bis 1980). Seine Kanzlei befand sich unweit des Campo San Polo an der Adresse San Polo, 3079. Er selbst lebte in einem Palast in der Calle degli Avvocati.
Im Oktober 1985 kandidierte er wieder erfolgreich für den Stadtrat, schließlich wurde er mit einer Mehrheit aus PCI, PSI – also von Kommunisten und Sozialisten –, PRI und Verdi (Grüne) zum Bürgermeister gewählt. So blieb er vom 11. März 1987 bis zum 25. Januar 1988 im Amt.
Ihm folgte zunächst Nereo Laroni, dann Costante Degan nach, die jedoch nur kurzzeitig amtierten. Nach dem Rücktritt Degans war Casellati nochmals vom 12. Februar 1988 bis zum 11. Mai 1990 Sindaco (Bürgermeister).
Während Bergamo und seine Koalition aus Christdemokraten, Sozialisten und Sozialdemokraten 1992 noch eine U-Bahn für Venedig forderten, die nie gebaut wurde – sie sollte in drei Linien von 29 km die gesamte Länge der Stadt umfassen und sie mit einem Abzweig Richtung Mestre und einem weiteren über die Insel Murano bis zum Flughafen mit dem Festland verbinden – wandte er sich vehement gegen eine Weltausstellung 2000 in Venedig, in der er nunmehr einen weiteren Schritt in der Unbewohnbarmachung der Stadt durch Massen an Besuchern sah. Außerdem forderte er ein Maximum von 20.000 Touristen pro Tag. Diese Sorge vor Überforderung der Stadt war seit dem 15. Juli 1989 durch ein Konzert von Pink Floyd verstärkt worden, bei dem etwa 200.000 Besucher die Stadt überflutet hatten. Casellati und eine Minderheit der Ratsherren hatten sich gegen das Konzert ausgesprochen.
Als Anwalt arbeitete Casellati bis 2008. In seinen letzten Jahren erblindete Casellati zunehmend, so dass er sich aus dem öffentlichen Leben zurückzog. Die Trauerfeier am 19. September 2020 fand in der Frari-Kirche statt, seine sterblichen Überreste wurden nach der von ihm gewünschten Verbrennung in die Familiengruft in Adria verbracht. Als ehemaligem Präsidenten der Compagnia della Vela wurde er mit besonderen Ehren der Seefahrergemeinschaft verabschiedet.

## Veröffentlichungen
- Vorwort zu Jean Cyrile Godefroy: Venice or Expo. It is up to you, 1990 (mit Pressespiegel) (online, PDF)